# Tytti Tuppurainen
Tytti Johanna Tuppurainen, född 18 februari 1976 i Uleåborg, är en finländsk socialdemokratisk politiker. Hon är ledamot av Finlands riksdag sedan 2011 och Finlands Europa- och ägarstyrningsminister sedan 2019 i regeringen Rinne. Till utbildningen är Tuppurainen filosofie magister.
Tuppurainen omvaldes i riksdagsvalet 2015 med 7 661 röster från Uleåborgs valkrets.

## Utmärkelser
- Kommendörstecknet av Finlands Vita Ros’ orden[3]

[Redigera Wikidata]